# Ebonit

Armband i ebonit, 1800-talets andra hälft.

Ebonit är en sorts plast, tillverkad av hårdvulkaniserat gummi genom tillsats av schellack. Det fick sitt namn på grund av sin hårdhet och färg, liknande ebenholts, på engelska ebony.

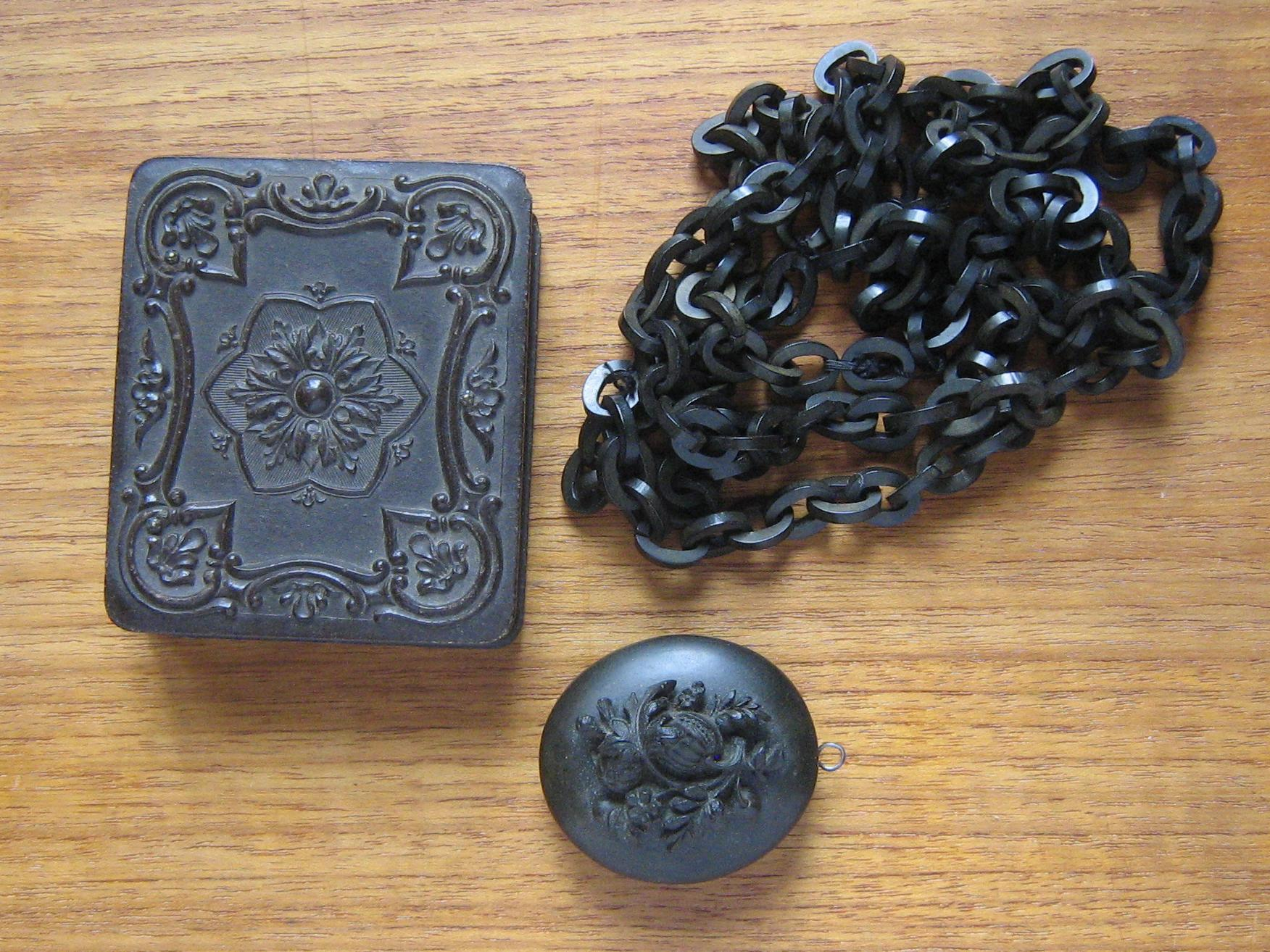
Exempel på ebonitföremål, tinytypetui från 1857, damklockkedja 1860-tal och medaljong från omkring 1870.

Vulkaniserat gummi framställdes första gången av amerikanen Charles Goodyear år 1839. Han fick dock först patent på processen i USA år 1844, 8 veckor efter att Thomas Hancock fick sitt patent i Storbritannien.
Ebonit blev under 1800-talet populärt i bijouterier, fotografietuier och andra prydnadföremål. Det blev även flitigt använt i kirurgiska instrument, i knappar, linjaler, reservoarpennor med mera.
I början och mitten av 1900-talet användes ebonit i stor utsträckning i elektrisk utrustning, inklusive radioapparater, på grund av sin goda elektriska isolationsförmåga och lämplighet för mekanisk bearbetning. Till exempel går det utmärkt att skära både utvändiga och invändiga gängor i ebonit.
Ebonit ett av de två dominerande materialen för tillverkning av skaft till rökpipor. Det används också till munstycken för klarinett och saxofon. Vissa reservoarpennor är gjorda i ebonit - antingen hela pennkroppen, eller matningen av bläck till spetsen - även om det vanligaste materialet numera är akrylplast.
Klorblekt ebonit, med iblandad vit fyllnadsmassa kallades Eburit, och har använts som ersättning för elfenben vid tillverkning av biljardbollar